# يوسف الشاهد
يوسف الشاهد ولد في 18 سبتمبر 1975 في تونس العاصمة، رئيس الحكومة التونسية السابق منذ 27 أغسطس 2016. شغل منصب وزير التنمية المحلية في حكومة الحبيب الصيد بين 12 يناير 2016 وحتى توليه المنصب الجديد، رشحه لرئاسة حكومة الوحدة الوطنية رئيس الجمهورية التونسية الباجي قائد السبسي. في 26 أغسطس 2016 منحه مجلس نواب الشعب الثقة ليتولى رئاسة الحكومة خلفا للحبيب الصيد.

## النشأة والدراسة
ولد لعائلة تنتمي لطبقة البورجوازية في مدينة تونس العاصمة التي تعرف باسم «البلدية». والده هو الهاشمي الشاهد الذي هو ابن عبد الحميد الشاهد الذي كان عضواً في أول مجلس عمادة الصيادلة التونسيين في 1957، ووالدته هي نايلة الحداد التي هي ابنة الناشطة النسوية والنائبة البرلمانية راضية الحداد (ولدت: بن عمار) والتي هي ابنة عم وسيلة بن عمار الزوجة الثانية للرئيس التونسي الأسبق الحبيب بورقيبة. تحصل يوسف الشاهد على شهادة مهندس في الاقتصاد الفلاحي من المعهد الوطني للعلوم الفلاحية بتونس سنة 1998 كما تحصل على الدكتوراه في العلوم الفلاحية، من المعهد الوطني الفلاحي بباريس في 2003، بعد أن سبق وتحصّل سنة 1999 على شهادة الدراسات المعمقة في اقتصاد البيئة والموارد الطبيعية.

## الحياة المهنية
اشتغل يوسف الشاهد من 2000 إلى 2005 كخبير دولي في السياسات الفلاحية لدى عدد من المنظمات الفلاحية الدولية كالاتحاد الأوروبي ومنظمة الأمم المتحدة للأغذية والزراعة.
واختص منذ سنة 2003 بمتابعة السياسات الفلاحية بتونس والمغرب بالتنسيق مع وزارات الفلاحة بالبلدان المذكورة، وتولى وضع وتخطيط سياسات التعاون في ميدان الأمن الغذائي وتطوير الشراكة الفلاحية بين تونس والولايات المتحدة.
وقد عمل في مجال التعليم العالي، حيث شغل خطة أستاذ مساعد بجامعة «ران 1» بفرنسا من 2002 إلى 2003، قبل أن يشتغل أستاذ من 2003 إلى غاية 2009، بالمعهد الأعلى الفلاحي بفرنسا.

## الحياة السياسية

### البدايات
بعد الثورة التونسية في 2011، كان الشاهد من مؤسسي الحزب الجمهوري في 9 أبريل 2012، ولكن سرعان ما انضم بعدها إلى حركة نداء تونس وأصبح عضو مكتبها التنفيذي.

في 6 فبراير 2015، عُيّن في منصب كاتب دولة لدى وزير الفلاحة سعد الصديق مكلفا بالصيد البحري، وذلك في حكومة الحبيب الصيد.

أثناء التحوير الوزاري في 6 يناير 2016، أصبح وزير الشؤون المحلية في نفس الحكومة. في 25 مايو الموالي، وقبل أقل من سنة من الانتخابات البلدية، قدّم مشروع تعميم البلديات على كامل تراب الجمهورية، معلنا عن تأسيس 61 بلدية جديدة.

### رئاسة الحكومة
|                                                                      |  |  |
| يوسف الشاهد مع وزير الدفاع الأمريكي جيمس ماتيس في البنتاغون في 2017. |  |  |

في 1 أغسطس، إقترحه رئيس الجمهورية التونسية الباجي قائد السبسي ليصبح رئيسا للحكومة التونسية (حكومة وحدة وطنية) خلفا للحبيب الصيد.

في 3 أغسطس، كلّفه السبسي رسميا بتكوين حكومته الجديدة، وفي 20 أغسطس أتم تكوينها. في مساء 26 أغسطس، قام نواب كل من نداء تونس وحركة النهضة والاتحاد الوطني الحر وآفاق تونس وكتلة الحرة (مشروع تونس لاحقا) بإعطاء الثقة لحكومته ب167 نائبا مع و22 ضد و5 محتفظين من جملة 194 نائبا حاضرا. أدّى اليمين الدستورية من الغد في قصر قرطاج، وأصبح رسميا أصغر رئيس حكومة في تاريخ تونس المعاصر.

في 9 أكتوبر، قام الشاهد بأول زيارة رسمية له للخارج وذلك إلى الجزائر العاصمة. في 10 نوفمبر سافر إلى باريس ليلتقي بالرئيس فرانسوا أولاند ورئيس الوزراء مانويل فالس.

في أواخر فبراير 2017، أقال يوسف الشاهد وزير الوظيفة العمومية والحوكمة ومكافحة الفساد عبيد البريكي قائلا أن هذا الأخير خرج عن قواعد العمل الحكومي. عَيّن إثرها وزيرا جديدا إلا أنه رفض المنصب، فقام الشاهد في 3 أغسطس بإلغاء وحذف هذه الوزارة.

في 23 مايو، أعلن عن بداية عملية كبيرة لمكافحة الفساد سماها «الحرب على الفساد»، بدأت بإيقاف رجل الأعمال شفيق الجراية، وتلاه العديد من رجال الأعمال وشخصيات أخرى مثل المرشح الرئاسي السابق ياسين الشنوفي والإعلامي سمير الوافي، كما تم مصادرة أموال وأملاك السياسي ورجل الأعمال سليم الرياحي. هذه العملية التي كان يحضر لها سرا منذ أشهر، لاقت ترحيبا ودعما كبيرين من قبل التونسيين. أعلن أنه سيواصل إلى النهاية في حربه ضد الفساد، تحقيقا لأهداف الثورة التونسية، وللمساهمة في إنعاش الاقتصاد التونسي. أكد الشاهد في 20 يوليو أمام مجلس نواب الشعب أنه يتعهد بمواصله جهود الحكومة في مقاومة الفساد، كاشفا بأن هذه العملية قادت إلى مصادرة حوالي 700 مليون دينار تونسي (290 مليون دولار أمريكي) إضافة إلى مطالبة الدولة من القضاء بتوقيع غرامات تصل إلى 2.7 مليار دينار (1.12 مليار دولار).

#### الزيارات الخارجية
| - الجزائر (9 أكتوبر 2016 - فرنسا (9 نوفمبر 2016) - سويسرا (17 يناير 2017) - السودان (22 مارس 2017) - النيجر (4 أبريل 2017) | - بوركينا فاسو (5 أبريل 2017) - مالي (6 أبريل 2017) - المغرب (16 نوفمبر 2016 و18 يونيو 2017) - الولايات المتحدة (10 يوليو 2017) |

### خلافه مع آلالسبسيوانشقاقه عننداء تونس
أعلن حزب نداء تونس (صاحب كتلة الأغلبية بإنتخابات 2014) الجمعة 14 سبتمبر 2018 أنه جمّد عضوية يوسف الشاهد رئيس الوزراء في الحزب، في تصعيد للخلاف بين الشاهد ونجل الرئيس التونسي حافظ قائد السبسي (والذي كان يشغل منصب نائب رئيس الحزب).
ويأتي تجميد عضوية الشاهد بعد رفضه الإجابة على استجواب داخلي للحزب يتهمه فيه بالخروج عن الخط الحزبي، ويطالبه بتحديد موقفه من الحزب وتوضيح علاقته بـ«حركة النهضة» وكذلك بالكتلة النيابية البرلمانية الجديدة «الائتلاف الوطني» إلى جانب الرد عن ما يروّج حول اعتزامه تكوين حزب سياسي لخوض الانتخابات التشريعية والرئاسية في 2019.
وكان يوسف الشاهد الذي قد اتهم نجل الرئيس الباجي قائد السبسي بتدمير الحزب الحاكم «بقيادته بطريقة فردية وتصدير مشاكل الحزب لمؤسسات الدولة» التي قال إنها تضررت من هذا الصحيح السياسي وذلك حسب وصفه.
ودخلت العلاقة بين الشاهد وحافظ السبسي في صراع طويل، بعدما انشق 9 نواب من حزب «نداء تونس» بداية شهر سبتمبر 2018، للالتحاق بكتلة «الائتلاف الوطني» الداعمة ليوسف الشاهد، حيث اتهم الحزب الشاهد بوقوفه وراء «شقّ وحدة وصف الحزب والعمل لحساب مشروعه السياسي الشخصي بممارسات تتناقض كليا مع العرف الديمقراطي».

#### تأسيس حزب تحيا تونس
في 27 يناير 2019، أعلن عشرات من نواب البرلمان التونسي والوزراء تشكيل حزب جديد يحمل اسم «تحيا تونس» والذي كان من المتوقع أن يتزعمه رئيس الوزراء يوسف الشاهد ويهدف إلى منافسة الإسلاميين في تونس خلال انتخابات 2019. يأتي إعلان الحزب الجديد في أعقاب أشهر من خلافات محتدمة بين قيادات حزب نداء تونس الذي يقوده نجل الرئيس الباجي قائد السبسي وقد انضم إلى الحزب الجديد عشرات النواب المستقيلين من حزب نداء تونس والمستشارين في البلديات متهمين حافظ قائد السبسي نجل الرئيس التونسي بانه يسعى لخدمة مشروعه الشخصي.
وفي 4 مارس 2019، ٱعلن رسميا عن حصول الحزب الجديد «تحيا تونس» على التأشيرة القانونية كما كُشف عن تولي سليم العزابي منصب منسّق الحركة وتولي يوسف الشاهد منصب رئيس الحزب.

##### الانتخاباتالرئاسيةوالتشريعيةالتونسية 2019
تقدم يوسف الشاهد للإنتخابات الرئاسية 2019، مرشحا عن حزب تحيا تونس وقد حصل على المرتبة 5 بحوالي 250 ألف صوت بنسبة %7.4. بينما حصل الحزب في الإنتخابات التشريعية في نفس العام على 14 مقعد في البرلمان.

## الحياة الشخصية
ولد يوسف الشاهد في 18 سبتمبر 1975 بتونس العاصمة وهو متزوج من هالة الزهواني وله ابنة اسمها إيناس.

خلفت علاقته المفترضة مع الرئيس الباجي قائد السبسي جدلا عندما اقترح في منصب رئيس الحكومة. الناطق الرسمي برئاسة الجمهورية وضح أن العلاقة موجودة، ولكن بعيدة جدا: «صهر الرئيس هو أخ زوجة عم يوسف الشاهد».

## روابط خارجية
- يوسف الشاهد على موقع مونزينجر (الألمانية)